# Simon Kristiansen
Simon Westh Kristiansen (født 25. januar 1984 i Rønne) er en dansk håndboldspiller, der er med i A-landsholdets bruttotrup. Til daglig spiller han højre back i SønderjyskE Håndbold.
Kristiansen har tidligere spillet i Viking Rønne, GOG og Kolding IF Håndbold. Han har spillet 12 A-landskampe.